# آيلا كاميرون
آيلا كاميرون (بالإنجليزية: Isla Cameron)‏ هي مغنية وممثلة بريطانية، ولدت في 1930 في اسكتلندا في المملكة المتحدة، وتوفيت في 1980.

## وصلات خارجية
- آيلا كاميرون على موقع IMDb (الإنجليزية)
- آيلا كاميرون على موقع ميوزك برينز (الإنجليزية)
- آيلا كاميرون على موقع ديسكوغز (الإنجليزية)
- آيلا كاميرون على موقع قاعدة بيانات الفيلم (الإنجليزية)